# NGC 12
NGC 12는 물고기자리 방향에 위치한 중간나선은하이다. 1790년 12월 6일 존 허셜에 의해 발견되었다.